# St. Joseph (Annaburg)

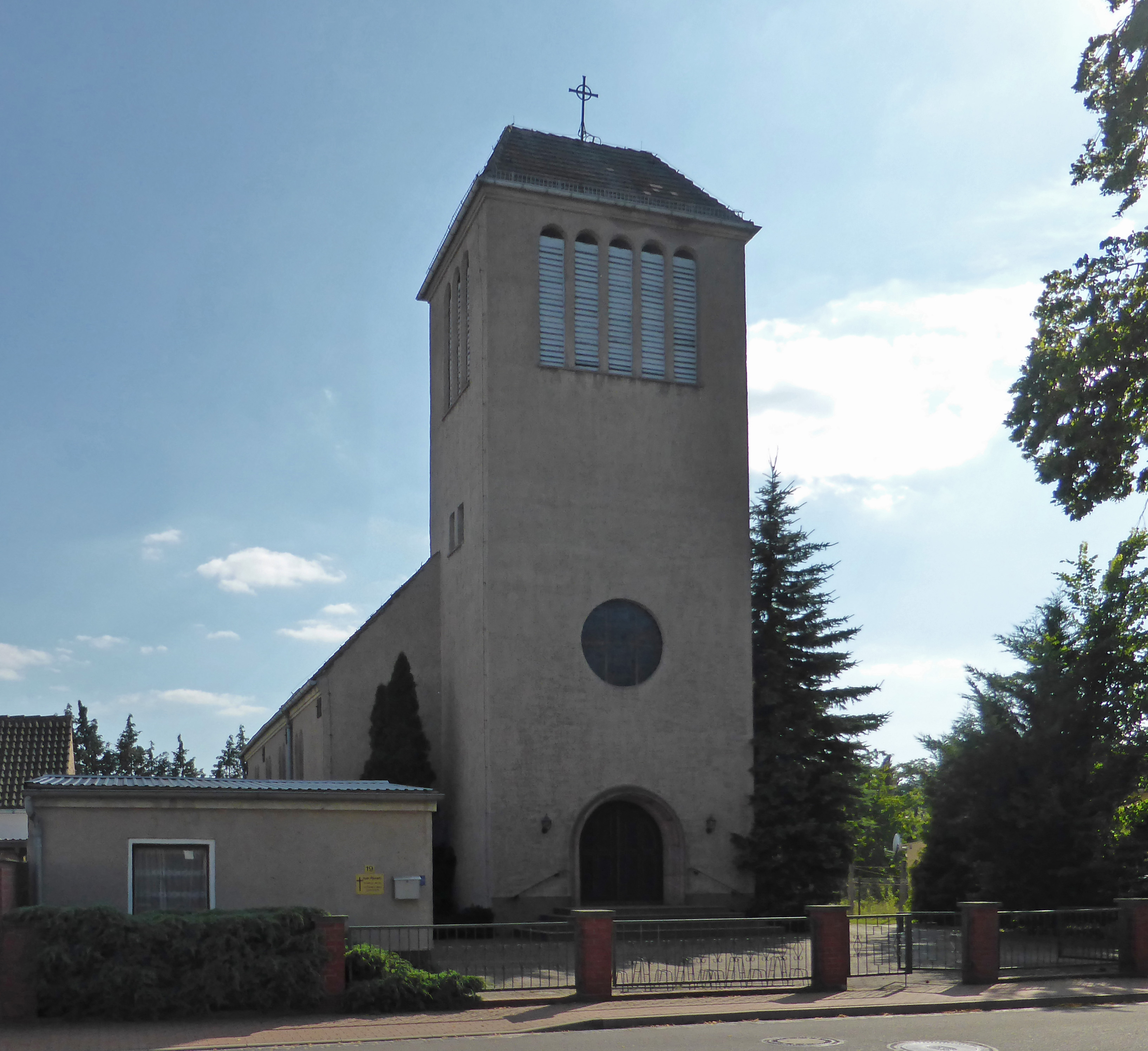
Ehemalige St.-Joseph-Kirche (2024)

St. Joseph, teilweise auch St. Josef geschrieben, war die römisch-katholische Kirche in Annaburg, einer Stadt im Landkreis Wittenberg im Osten von Sachsen-Anhalt. Die nach dem Heiligen Josef von Nazaret benannte Kirche gehörte zuletzt zur Pfarrei St. Marien mit Sitz in der Lutherstadt Wittenberg im Bistum Magdeburg. Das Kirchengebäude steht auf dem Grundstück Friedensstraße 19.

## Geschichte
Infolge der Industrialisierung ließen sich im seit der Reformation protestantischen Annaburg und den umliegenden Ortschaften von ungefähr 1880 an wieder Katholiken in größerer Zahl nieder. In der Steingutfabrik, die in den 1880er Jahren erheblich erweitert worden war, und in anderen Betrieben hatten sie Arbeit gefunden. Vom 2. März 1879, dem 1. Fastensonntag, an fanden durch den Geistlichen aus Torgau im Saal des Gasthofs Zu den drei Rosen gelegentlich Heilige Messen statt. Vom 4. Dezember 1894 an fanden die Gottesdienste im Gasthof Waldschlösschen statt, sie wurden abwechselnd von den Geistlichen aus Torgau und Liebenwerda zelebriert.
Der Pfarrer von Torgau erwarb in Annaburg das Hausgrundstück Friedhofstraße 19, auf dem eine in Fachwerkbauweise ausgeführte Kapelle erbaut wurde, die bereits das Patrozinium des heiligen Joseph bekam und am 10. Februar 1895 durch den Pfarrer von Torgau ihre Benediktion erhielt.
Am 20. April 1898 wurde Ferdinand Gerwinn, bisher Kaplan in Oschersleben, zum Seelsorger von Annaburg ernannt, womit in Annaburg eine katholische Gemeinde (Missionsvikarie) gegründet wurde. Nachdem Gerwinn Annaburg wieder verlassen hatte, wurde die Seelsorgestelle Annaburg nicht wieder besetzt, da die Zahl der Katholiken infolge des Rückgangs der Annaburger Industrie wieder abgesunken war. Die Seelsorge in Annaburg wurde nun wieder durch die Geistlichen aus Torgau, zeitweise auch aus Elsterwerda, Falkenberg, Liebenwerda und Wittenberg, ausgeübt.
Durch die Flucht und Vertreibung Deutscher aus Mittel- und Osteuropa nach dem Zweiten Weltkrieg zogen viele Katholiken aus Schlesien und dem Sudetenland nach Annaburg. Daher wurde am 15. August 1946 Pfarrer Friedrich Miksch zum außerplanmäßigen Vikar der Pfarrei Torgau ernannt, der seinen Dienstsitz in Annaburg hatte.
Am 16. Juni 1957 fand in der Josefskapelle die letzte Heilige Messe statt, am darauffolgenden Tag wurde mit ihrem Abriss begonnen. Die katholischen Gottesdienste fanden während des Baus der neuen Kirche in der evangelischen Kirche statt. Am 20. Dezember 1959, dem 4. Adventssonntag, nahm Weihbischof Friedrich Maria Rintelen die Weihe der neuen Josephskirche vor. Sie entstand nach Entwürfen des Architekten Georg Steinbach aus Holzdorf, der bereits am 29. November 1959, noch vor der Weihe der Kirche, an einem Herzinfarkt verstorben war.
1966 wurde die Friedhofstraße, an der die Kirche steht, in Friedensstraße umbenannt. Die Kirchengemeinde Annaburg, die zunächst zur Kuratie, später dann zur Filialkirchengemeinde erhoben wurde, wurde 1968/69 zur Pfarrei erhoben. Friedrich Miksch wurde am 10. Februar 1969 zu ihrem ersten Pfarrer ernannt.
1985 erfolgte die Gründung des Pfarrverbandes Annaburg, zu dem neben der Pfarrei Annaburg auch die Pfarrvikarien Holzdorf und Jessen gehörten. Am 8. Juli 1994 wurde das Bistum Magdeburg gegründet, und die Zugehörigkeit der Pfarrei Annaberg wechselte vom Erzbistum Paderborn zum Bistum Magdeburg.
Der neben der Kirche stehende Bildstock ist ein Geschenk aus dem Bistum Mainz und wurde am 8. Dezember 2002, dem Fest Unbefleckte Empfängnis, durch Pfarrer Gerhard Ernst eingeweiht. Das Bild ist eine Kopie des Gnadenbildes Zuflucht der Sünder der Schönstattbewegung. Die fünfeckige Form des Bildstocks steht für Jesus Christus und die vier Evangelisten. Ein zweiter, gleichartiger Bildstock wurde am selben Tag in Jessen eingeweiht.
Zum 15. Dezember 2007 wurde der Gemeindeverbund Lutherstadt Wittenberg – Lutherstadt Wittenberg-Piesteritz – Zahna – Annaburg – Kemberg – Elster errichtet, zu dem auch die Pfarrei Annaburg gehörte. Damals gehörten zur Pfarrei Annaburg rund 210 Katholiken. Infolge der Strukturreform des Bistums bilden seit dem 2. Mai 2010 die Pfarrgemeinden in Annaburg, Bad Schmiedeberg, Elster, Jessen, Kemberg, Piesteritz, Wittenberg und Zahna die gemeinsame Pfarrei St. Marien, Wittenberg, deren zentrale Pfarrkirche die Unbefleckte-Empfängnis-Kirche ist. Die Pfarrei Annaburg wurde in diesem Zusammenhang aufgelöst. Bis zur Auflösung der Dekanatsstrukturen im Bistum Magdeburg am 1. September 2023 gehörte Annaburg zum Dekanat Dessau.
Regelmäßige Sonntagsgottesdienste, zuletzt als Vorabendmesse, fanden in der Kirche bis 2016 statt, Werktagsmessen bis Allerheiligen 2019, zuletzt wegen Sicherheitsmängeln bereits ohne Strom. Wegen Bauarbeiten in der Kirche in Jessen sowie des größeren Platzes als dort wurde 2020–2022, während der Corona-Pandemie, die Annaburger Kirche wieder genutzt und Ende 2020 die Stromversorgung der Kirche in Annaburg, die eigentlich bereits aufgegeben, aber noch nicht profaniert war, erneuert, sodass Licht, Heizung und Orgel wieder funktionierten. Die Profanierung der Kirche erfolgte per Dekret vom 24. April 2024, am 1. Mai 2024 fand in der Kirche die letzte Heilige Messe statt. Der vom Eichsfelder Künstler Joseph Richwien gestaltete Kreuzweg war bereits in die Wittenberger Pfarrkirche umgehängt worden. Die Orgel wird an die Dorfkirche Göhren abgegeben.
Die nächstliegende katholische Kirche ist heute die Heilig-Geist-Kirche in Jessen in rund zehn Kilometer Entfernung.